# Ferrovia Gioiosa Jonica-Mammola
La ferrovia Gioiosa Jonica-Mammola era una linea a scartamento ridotto (950 mm) delle Ferrovie Calabro Lucane che collegava la Ferrovia Jonica delle Ferrovie dello Stato ai centri dell'interno della Vallata del Torbido.
Il previsto prolungamento della linea fino a Cinquefrondi, dove si sarebbe congiunta alla linea per Gioia Tauro costituendo così un collegamento fra i due mari, non fu mai realizzato.

## Storia

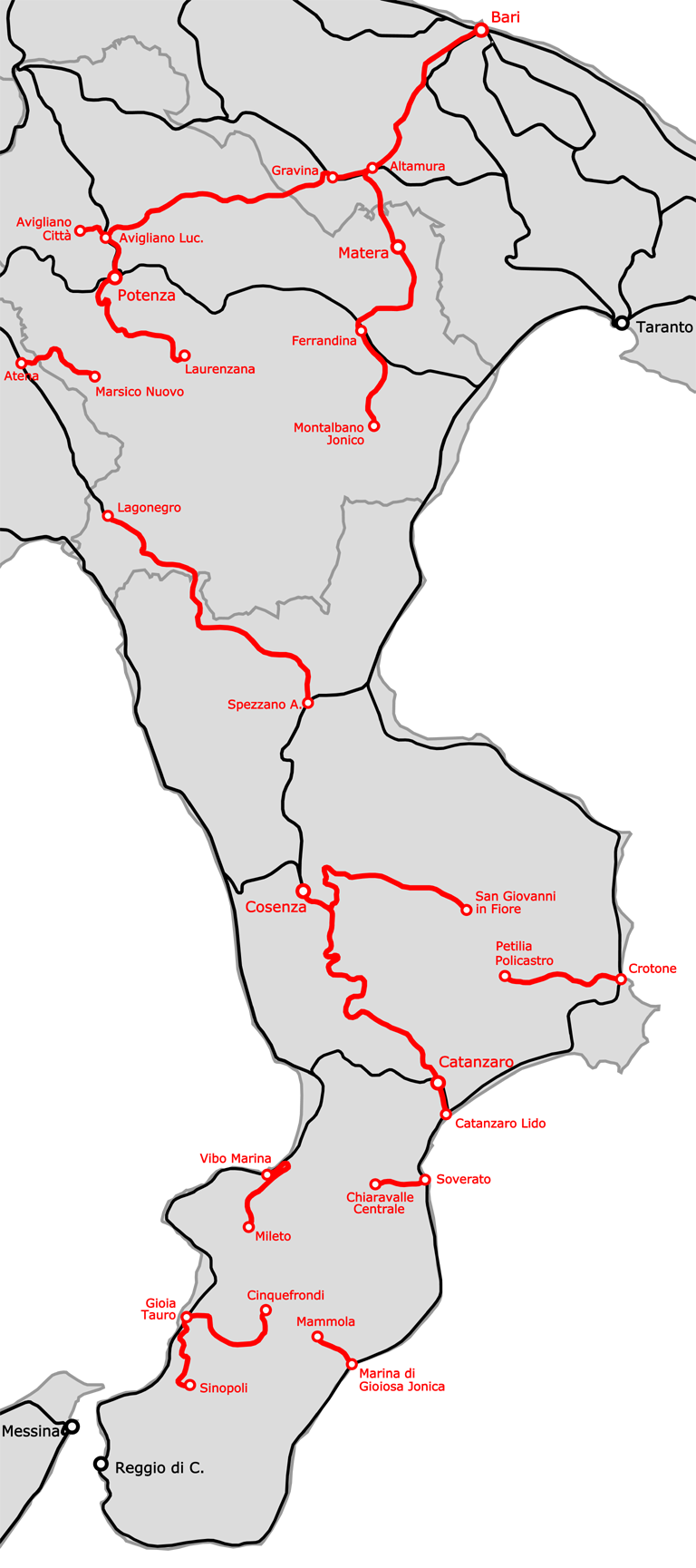
La rete FCL alla sua massima estensione (1960)

Nei progetti originari della Mediterranea Calabro Lucana la Gioiosa–Mammola era solo una sezione del previsto collegamento trasversale tra la zona Jonica della Locride (da Marina di Gioiosa Jonica) e quella Tirrenica della Piana di Gioia Tauro. I lavori di costruzione del tronco ferroviario iniziarono nel 1920, dopo uno storico sciopero, e venne aperta all'esercizio ferroviario il 1º agosto del 1931.

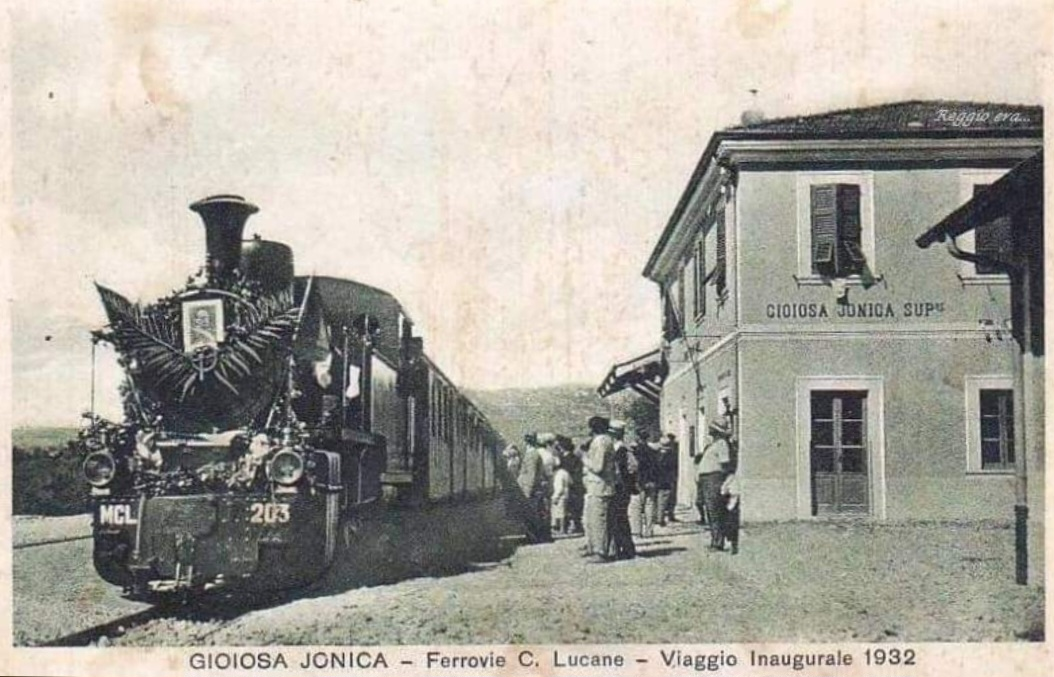

Il progetto prevedeva che si dovesse proseguire per Cinquefrondi, connettendosi con il tratto Cinquefrondi-Gioia Tauro già aperto il 28 marzo 1929, ma per mutate disposizioni governative non venne più realizzato.
La tratta tra Marina di Gioiosa e Mammola, di circa 15 km, fu inaugurata con un treno effettuato dalla locomotiva a vapore MCL 203 alla testa di un convoglio di carrozze a terrazzini. Il convoglio, che portava il nome di San Nicodemo in onore del Santo patrono di Mammola, partì dalla stazione di Gioiosa Jonica.
In seguito il servizio passeggeri si avvalse delle piccole automotrici Emmine MCL, chiamate dalla gente "a Littorina".
A partire dal 1º settembre 1968 il servizio ferroviario fu sostituito con un servizio automobilistico sostitutivo delle stesse FCL, oggi Ferrovie della Calabria.

## Caratteristiche
La linea venne costruita, come tutta la rete delle FCL, a scartamento ridotto 950 mm, con rotaie da 27 kg/m poste su traverse in legno.

## Percorso, stazioni e fermate
| Continuation backward |

| Station on track | Unknown route-map component "exKBHFa" |  |

| Unknown route-map component "dCONTgq" | One way rightward | Unknown route-map component "exSTR" | Unknown route-map component "d" |  |

| Unknown route-map component "exHST" |

| Unknown route-map component "exWBRÜCKE1" |

| Unknown route-map component "exBHF" |

| Unknown route-map component "exTUNNEL2" |

| Unknown route-map component "exHST" |

|  | Unknown route-map component "exWBRÜCKE1" | Unknown route-map component "WABZq+l" |

|  | Unknown route-map component "exhKRZWae" | Water straight and to right |

| Unknown route-map component "exBHF" |

| Unknown route-map component "exTUNNEL1" |

| Unknown route-map component "exHST" |

| Unknown route-map component "exWBRÜCKE1" |

| Unknown route-map component "exHST" |

| Unknown route-map component "exBRK3" |

| Unknown route-map component "exKBHFeLa" |

| Unknown route-map component "exLCONTf" |